# Gran Premio de Corea del Sur
El Gran Premio de Corea del Sur fue una carrera anual de Fórmula 1 que se celebraba en Corea del Sur. El 2 de octubre de 2006 se anunció la primera carrera para el 2010, que tuvo lugar en el circuito Internacional de Corea. La carrera estaba confirmada en principio hasta el año 2021. El 4 de diciembre de 2013, la FIA confirmó que este Gran Gremio no se celebraría en la temporada 2014, por problemas con los patrocinadores, y en enero de 2015 se eliminó del calendario de la temporada 2015, al que había sido agregado a último momento.

## Críticas de Bernie Ecclestone
A pesar de formar parte del calendario de la temporada 2010, el magnate del automovilismo Bernie Ecclestone criticó con gran dureza a la organización del evento, asegurando una posible demora en la finalización de las obras del Gran Premio. Sin embargo, la obra se concluyó a tiempo y tras la inspección por parte de la FIA los días 11 y 12 de octubre de 2010, el circuito obtuvo el visto bueno, aunque durante el transcurso de la carrera se pudo constatar que la pista era totalmente deficiente.

## Ganadores
| Año  | Piloto               | Constructor      | Circuito | Resultados |
| ---- | -------------------- | ---------------- | -------- | ---------- |
| 2010 | Fernando Alonso      | Ferrari          | Corea    | Resultados |
| 2011 | Sebastian Vettel     | Red Bull-Renault | Corea    | Resultados |
| 2012 | Sebastian Vettel (2) | Red Bull-Renault | Corea    | Resultados |
| 2013 | Sebastian Vettel (3) | Red Bull-Renault | Corea    | Resultados |

## Estadísticas

### Pilotos con más victorias
| Victorias | Piloto           | Años             |
| --------- | ---------------- | ---------------- |
| 3         | Sebastian Vettel | 2011, 2012, 2013 |
| 1         | Fernando Alonso  | 2010             |

### Constructores con más victorias
| Victorias | Constructor | Años             |
| --------- | ----------- | ---------------- |
| 3         | Red Bull    | 2011, 2012, 2013 |
| 1         | Ferrari     | 2010             |